# Wegestock Weißer Weg

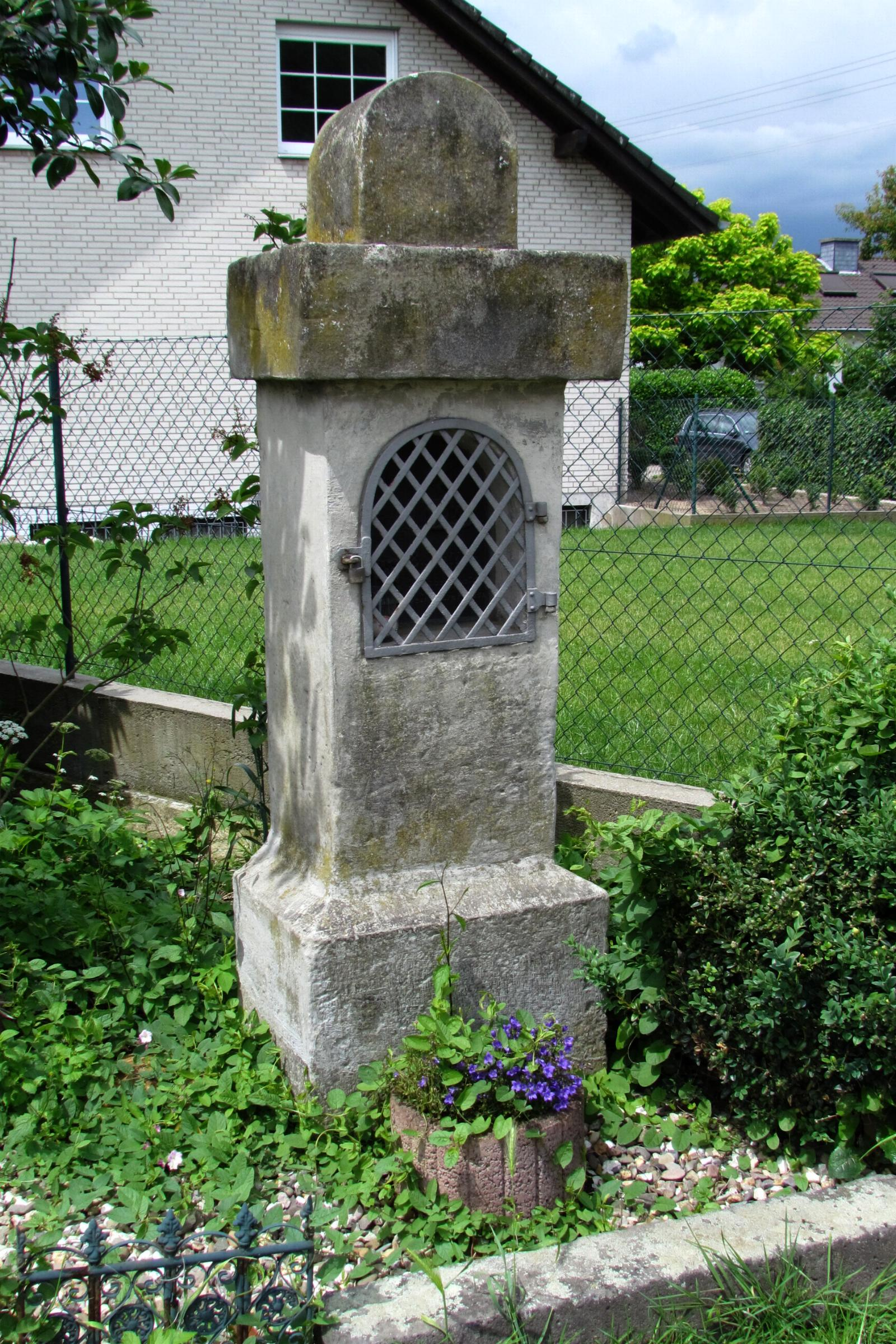
Wegestock

Der Wegestock Weißer Weg steht im Stadtteil Pesch in Korschenbroich  im Rhein-Kreis Neuss in Nordrhein-Westfalen.
Das Flurkreuz ist unter Nr. 142 am 19. Juni 1987 in die Liste der Baudenkmäler in Korschenbroich eingetragen.

## Architektur
Bei dem Denkmal handelt es sich um ein einfaches Wegekreuz aus Liedberger Sandstein mit einer Rundbogennische in der Vorderseite. Das Wegekreuz besitzt keinerlei Inschriften oder Verzierungen. Während einer Restaurierung in neuerer Zeit ist vor der Rundbogennische nachträglich ein Gitter angebracht worden. Der künstlerische und volkskundliche Wert sowie die Bedeutung für die Geschichte des Menschen lassen eine Erhaltung als Denkmal notwendig werden.